# Шелютов, Евгений Евгеньевич
Евге́ний Евге́ньевич Шелю́тов (29 августа 1981, Карачев, Брянская область, СССР) — российский футболист, нападающий. Мастер спорта России.

## Карьера
Воспитанник брянского футбола. Свой первый профессиональный контракт он подписал с местным клубом «Динамо» в 2001 году. Большую часть своей футбольной карьеры он провел в этой команде. В 2007 году дошёл до полуфинала Кубка России 2006/07. По сумме двух встреч против ФК «Москва» брянская команда проиграла 1:2. За это достижение ему было присвоено звание мастера спорта. В 2009 году ушёл в белгородский «Салют-Энергия». В следующем сезоне вновь выступал в своём прежнем клубе. Летом того же года играл некоторое время в дубле брянской команды, а затем вернулся в основную. Затем продолжил карьеру в орловском клубе «Русичи», после исключения «Динамо-Брянск» из числа участников ФНЛ вернулся в брянскую команду, а затем вновь перебрался в Орёл.
В мае 2022 года назначен на должность главного тренера молодёжной команды брянского «Динамо».